# People Are People (пісня)
«People Are People» — перший сингл британської групи Depeche Mode з їх четвертого студійного альбому Some Great Reward і десятий у дискографії групи. Записаний на студії Hansa Mischraum у Берліні, вийшов 12 березня 1984.

## Подробиці
"People Are People " була написана Мартіном Гором як танцювальна пісня. «Попсовості» у пісню, можливо, додав Алан Уайлдер, він же є автором бі-сайда «In Your Memory». Обидві пісні мають подовжені версії — «Different Mix» і «Slik Mix» відповідно («Slik Mix» часто невірно називають «Slick Mix»).
Сингл зайняв четверту сходинку у UK Singles Chart, це був найкращий показник для синглів Depeche Mode. У США сингл вийшов 11 липня 1984 року. Пісня спочатку не потрапила у Billboard Hot 100, і була присутня тільки в Alternative Songs і на студентському радіо. Зрештою, пісня таки пробилася у Billboard Hot 100, зайнявши там 13-й рядок.
У Західній Німеччині пісня стала хітом номер один, і використовувалася телебаченням ФРГ як тема при висвітленні літніх Олімпійських ігор 1984, натякаючи на бойкот ігор Східною Німеччиною під тиском СРСР.
Також пісня була використана BBC як тема в дитячій науково-популярній передачі It'll Never Work.
У 2011 пісня була включена у список 500 рок-н-рольних пісень Зали слави рок-н-ролу.
Незважаючи на успіх «People Are People», Мартін Гор відносить цю пісню до числа своїх найменш улюблених. Він воліє, щоб його пісні містили тонкі натяки, в яких люди знаходили б свої смисли, і вважає, що ця пісня не є такою. Ця пісня не виконується наживо з 1988.

## Музичне відео
Зняте Клайвом Ричардсоном музичне відео на «People Are People» доступно в двох версіях. Оригінальний кліп був знятий на сингл-версію пісні, для альтернативної версії була використана версія «Different Mix». Кліп містить кадри різних військових сцен, що перемежовуються з кадрами, на яких група перебуває на борту британського крейсера «Белфаст». Кліп на версію «Different Mix» доступний на збірці Some Great Videos.

## Збірник
Збірник з назвою People Are People був випущений 2 липня 1984 у Північній Америці лейблом Sire Records з метою закріпити успіх синглу, і попереджав був вихід альбому Some Great Reward, і містив кілька раніше недоступних для північноамериканської аудиторії треків.